# Oroplexia hampsoni
Oroplexia hampsoni là một loài bướm đêm trong họ Noctuidae.